# LFoundry
Die LFoundry GmbH ist ein Halbleiterhersteller mit Sitz im italienischen Avezzano. Als sogenannte Foundry stellt LFoundry keine eigenen Produkte her, sondern ist reiner Auftragshersteller von mikroelektronischen und mikrotechnischen Produkten auf Basis des Halbleitermaterials Silicium. Im Jahr 2019 wurde LFoundry von Wuxi Xichanweixin Semiconductor Co. Ltd. in China übernommen.

## Geschichte
Das Unternehmen begann mit einem Werk in Landshut, das im Jahr 2010 vom japanischen Halbleiterhersteller Renesas für den symbolischen Preis von 1 € übernommen wurde. Die Fabrik war im Jahr 1992 vom Renesas-Vorgänger Hitachi erstellt worden. Sie wurde von einem Tochterunternehmen der LFoundry GmbH, der Landshut Silicon Foundry GmbH, betrieben und hatte eine Kapazität von 12.000 200-mm-Wafern pro Monat und verfügte über 5.000 m² Reinraum der Klasse 1.
Nachdem im Juni 2011 eine vorläufige Insolvenz für das Werk in Landshut angemeldet und das Insolvenzverfahren am 1. September 2011 eröffnet worden war, wurde das Werk am 6. Oktober 2011 geschlossen. Der 150-nm-Produktionsprozess des Landshuter Werks wurde auf die 2010 erworbene Fabrik in Rousset übertragen. Von den ehemals 295 Arbeitnehmern am Standort in Landshut wurden 235 entlassen.
2010 kaufte LFoundry eine Fabrik in Rousset (Frankreich) von Atmel (LFoundry Rousset S.A.S.) zu einem symbolischen Preis. Diese Fabrik war 1996 von Atmel eröffnet worden und hatte einen Reinraum von mehr als 10.000 m² der Klasse 1 und eine Kapazität von mehr als 20.000 200-mm-Wafern pro Monat. Im September 2011 waren 788 Mitarbeiter im Werk in Rousset angestellt.
Nachdem Atmel, immer noch ein großer Kunde von LFoundry, seine Bestellungen um 30 Prozent gekürzt hatte, wurde Ende Juni 2013 für die LFoundry Rousset SAS ein Insolvenzverfahren eingeleitet.  Anschließend ordnete ein französisches Gericht die Schließung aus wirtschaftlichen Gründen an.
Für das verbliebene, im Mai 2013 vom amerikanischen Halbleiterunternehmen Micron übernommenes Werk im italienischen Avezzano wurde im Juni 2016 ein Teilverkauf an den chinesischen Hersteller Semiconductor Manufacturing International Corporation (SMIC) vereinbart. SMIC übernimmt einen 70-Prozent-Anteil von Specialty Foundry LFoundry S.r.l. in Avezzano, während die Mutter LFoundry Europe GmbH und deren Tochter Marsica Innovation SPA, die die Fabrik in Avezzano betreibt, jeweils Anteile von 15 Prozent behalten werden. SMIC ist der fünftgrößte Waferzulieferer mit einem Umsatz von 2,229 Mrd. USD und einem Marktanteil von 4,6 Prozent (Stand: 2015).
Im Jahr 2019 wurde LFoundry vom neu gegründeten chinesischen Unternehmen Wuxi Xichanweixin Semiconductor zu 100 % übernommen. Dazu hatte SMIC seinen Anteil an LFoundry an Wuxi Xichanweixin Semiconductor verkauft, während gleichzeitig die restlichen Minderheitsanteile von Marsica Innovation SpA und Isar Valley GmbH ebenfalls von Wuxi Xichanweixin Semiconductor übernommen wurden. Der Gesamtpreis der Transaktion betrug 112,8 Millionen USD.
Der Hauptsitz von LFoundry liegt in Avezzano, Italien. Das Unternehmen beschäftigt mehr als 1.300 Mitarbeiter und hat eine Produktionskapazität von 40.000 Wafern/Monat.

## Technologie
Das Unternehmen bietet verschiedene modulare Fertigungstechnologien. Modular bedeutet, dass der Kunde zu einem Basisprozess benötigte Teile hinzukaufen kann. Stand Juni 2012 bot LFoundry den Kunden zwei Technologien an: eine 0,15 µm Technologie und eine 0,11 µm Technologie an.
Der 0,15 µm Basisprozess bietet vier Metallebenen und ist für eine Betriebsspannung von 1,8 V ausgelegt. Es gibt verschiedene Optionen für den Prozess. So existieren bspw. Optionen für bis zu sechs Metallebenen, 3,3 V und 5 V. Zudem stehen Erweiterungen für RF- und HV-Anwendungen, embedded Memory und Optoelektronische Anwendungen zur Verfügung.
Neben Standard-CMOS Prozessen bietet LFoundry auch die Fertigung von MEMS an.
Neben der eigentlichen Herstellung der Mikrochips bietet das Unternehmen auch sogenannte Back-End Services an, beispielsweise Wafertests und Packaging von Prototypen.
Die Werke von LFoundry sind nach ISO 15408 und ISO/TS 16949 zertifiziert.